# Polypedilum bellipes
Polypedilum bellipes är en tvåvingeart som beskrevs av Jean-Jacques Kieffer 1922. Polypedilum bellipes ingår i släktet Polypedilum och familjen fjädermyggor.
Artens utbredningsområde är Taiwan. Inga underarter finns listade i Catalogue of Life.